# Pedaliodes entella
Pedaliodes entella är en fjärilsart som beskrevs av Otto Thieme 1905. Pedaliodes entella ingår i släktet Pedaliodes och familjen praktfjärilar. Inga underarter finns listade i Catalogue of Life.